# Ludovica Torelli

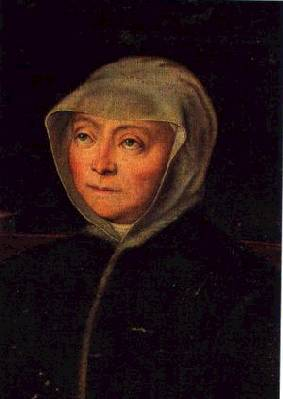
Ludovica Torelli (um 1550) Collezione Guastalla, Monza

Wappen der Grafen Torelli von Guastalla

Gräfin Ludovica Torelli von Guastalla (* 1499 in Guastalla; † 1569 in Mailand) war Gründerin religiöser Frauenvereinigungen und Wohltäterin.

## Herkunft und Familie
Sie war die Tochter des Achille I. Torelli (?–1522), Graf von Guastalla, und der Veronica Pallavicini, Tochter des Markgrafen Pallavicino Pallavicini (1426–1485), Signore von Busseto und Bargone, und der Caterina Fieschi (?–1523) aus dem Haus der Grafen von Lavagna. Ludovica hatte einen Bruder, Francesco, der bereits 1514 verstarb. Ein illegitimer Halbbruder, Ettore Torelli (?–1558), war Kleriker und von 1523 bis 1540 Erzpriester in Guastalla. Sie wurde 1516 mit dem gleichaltrigen Ludovico Stanga (1499/1500–1524), Graf von Castelnuovo Bocca d’Adda, verheiratet. Aus dieser Ehe ging ein früh verstorbenes Kind hervor: Achille II. Stanga (1517–1521). Innerhalb von drei Jahren verlor Ludovica Torelli ihr einziges Kind, die Eltern und den Ehemann. 1526 (möglicherweise bereits 1525) ging sie eine zweite Ehe mit Antonio Martinengo, Condottiere in Diensten Venedigs und Signore von Gabbiano und Padernello, ein. Dieser Antonio Martinengo war ein gewalttätiger Söldnerführer, hatte am 2. Januar 1522 in Gabbiano seine Frau, Francesca Cavazzi di Somaglia (?), brutal erdolcht und misshandelte auch Ludovica Torelli. Er wurde 1528 von einem Bruder seiner ersten Frau auf Betreiben von Adligen aus Brescia getötet.

## Gräfin von Guastalla
Ludovica Torelli erhielt eine humanistische Bildung. Auf ihre Verheiratung mit Ludovico Stanga soll der Herzog von Mailand, Massimiliano Sforza, maßgeblich Einfluss genommen haben. Nach dem Tod des Vaters gelangte sie nicht ohne Schwierigkeiten in den Besitz der guastallischen Herrschaft. Ihre Verwandten versuchten sie von der Nachfolge auszuschließen und bedrohten sie mehrfach an Leib und Leben. Ihren Untertanen musste sie, im Austausch gegen Legitimität, Steuerbefreiungen und neue Privilegien gewähren. Trotz des schwierigen Starts war ihre Regierung entschlossen und geprägt von einer stärkeren Kontrolle der Regierungsposten, die sie häufig wechselte. Der Wendepunkt in ihrem Leben fällt ins Jahr 1527, als sie – durch Vermittlung ihrer Cousine Chiara Pallavicini – den dominikanischen Prediger Battista Carioni da Crema (ca. 1460–1534) kennenlernte. 1530 ließ sie sich dauerhaft in Mailand nieder und erwarb ein Haus in der Nähe von Sant’Ambrogio. Den endlosen Streitigkeiten mit ihren Verwandten in Montechiarugolo und im Vikariat von Settimo überdrüssig, verkaufte sie die Grafschaft Guastalla 1539 um 22‘230 Gold-Scudi an Ferrante I. Gonzaga.

## Religiöse und wohltätige Stiftungen
1530 nahm Ludovica Torelli den Namen Paola Maria an. Im gleichen Jahr setzte das umfangreiche karitative Engagement zugunsten benachteiligter junger Menschen ein. In diesen Bestrebungen wurde sie von Antonio Maria Zaccaria unterstützt. Dieser war ein Anhänger des Battista Carioni da Crema und Gründer der Ordensgemeinschaft der Barnabiten. Mit dessen Hilfe legte Ludovica Torelli den Grundstein für den Orden der Angeliken oder Engelsschwestern, der den Barnabiten angegliedert war. Die Organisationsform der ersten Engelsgemeinschaften war anfänglich recht offen und wenig hierarchisch. Zu den traditionellen Klöstern bestand ein starker Gegensatz. Am 15. Januar 1535 erhielten die Engelsschwestern von Paul III. die päpstliche Approbation. Bereits 1534 hatte Ludovica bei Sant’Eufemia, in der Nähe der Porta Romana, 24 kleine Häuser aufgekauft. Dort siedelte sich die rasch wachsende Gemeinschaft unter dem Namen «Suore angeliche di San Paolo Converso» ab 1535 an. Die Nonnen hatten den Auftrag, sich um die Erziehung junger Adliger zu kümmern. Anfänglich war die Ordensgemeinschaft auch nicht geschlossen, die Klausur wurde, unter erheblichem Druck der Kirchenelite, erst 1553 eingeführt. Die zweite bedeutende Stiftung der Ludovica Torelli war das Collegio della Guastalla, das zu den ältesten Bildungseinrichtungen Europas gehört. Für dessen Bau erwarb Ludovica Torelli ein großes Grundstück bei der Kirche San Barnaba. Am 1. November 1557 war der imposante Bau fertig gestellt und das Collegio konnte seine Bildungs- und Erziehungsfunktion für arme Mädchen aufnehmen. Von Anfang an war der weitläufige Park ein integrierender Teil der Institution: die bis heute bestehenden Giardini delle Guastalla. Die Gebäude wurden 1936 von der Stadt Mailand enteignet. Das Collegio wurde kurz darauf in die Villa Pallavicini-Barbò nach Monza ausgelagert.

## Tod und Erbe
Gräfin Ludovica Torelli starb am 28. Oktober 1569. Die Beerdigung fand, ihren Anordnungen entsprechend, im kleinsten Kreis statt. Sie wurde zunächst in der Kirche San Fedele begraben, später wurden die Gebeine in die Hauskapelle des Collegio (und 1938 nach Monza) überführt. Die Leitung des Collegio hatte Ludovica Torelli testamentarisch den Jesuiten anvertraut. Das Mailänder Kloster der «Suore angeliche» wurde 1785 von Kaiser Joseph II. aufgehoben. 1810 wurden unter dem napoleonischen Regime aller Ordenseinrichtungen geschlossen. Ludovica Torelli war in vieler Hinsicht eine bemerkenswerte Persönlichkeit. Ihre Biographie ist aufschlussreich einerseits für die Familien- und Herrschaftsgeschichte oberitalienischer Adelsfamilien der Renaissance, andererseits aber auch für die Kultur- und Mentalitätsgeschichte zwischen Reformation, Laienspiritualität und katholischer Gegenreformation.